# Step One (ステップスのアルバム)
Step On（ステップ・ワン）は、イギリスのポップ・グループ、ステップスのデビュー・アルバムである。1998年9月14日にイギリスとヨーロッパでリリースされた。このアルバムは、リリース時にUKアルバムチャートで2位にランクインし、64週間連続でチャートにランクインし、This Is My Truth Tell Me Yours by Manic Street Preachersによって1位になった。また、ステップスのシングル「One for Sorrow」を破って、UKシングルチャートで「If You Tolerate This Your Children Will Be Next」という曲で1位になった。2000年2月、このアルバムは米国で再リリースされ、Step Oneとその後継であるSteptacularの両方の曲が収録されている。「5,6,7,8」、「Last Thing on My Mind」、「One for Sorrow」、「Heartbeat」、「Better Best Forgotten」が英国でシングルとしてリリースされた。2000年、このアルバムは英国レコード産業から5倍プラチナ認定を受け、英国で140万枚以上を売り上げた。
このアルバムにはカバーが数曲含まれている。「Last Thing on My Mind」はもともと1992年にイギリスのガールズグループバナナラマのシングルとしてリリースされ、「Love U More」はもともとテクノ/ハウスバンドサンスクリームによって録音された。「Experienced」はもともとボーイズバンドザ・バリオ・ボーイズ&ワールド・アパルトによって録音され、「Stay With Me」はロメオズ・ドーターズのセルフタイトルのデビューアルバムに収録されている。ビー・ジーズのトリビュートアルバムのために録音された「Tragedy」は、冬休みのダブルA面シングル（グループのセカンドアルバム、Steptacularに収録）として「Heartbeat」とペアになったが、このアルバムのいくつかの国際版でもボーナストラックとして紹介されている。
このアルバムは2024年2月に初めてレコードで再リリースされ、 英国レコード・アルバム・チャートで6位でデビューした。
| レビュースコア | レビュースコア |
| ソース         | レーティング   |
| -------------- | -------------- |
| AllMusic       | 星4            |
| Answers.com    | 星3.5          |
| DooYoo.co.uk   | 星４           |

## トラックリスト
| No. | タイトル                      | 作詞                                                                              | プロデューサー                                           | 時間 |
| --- | ----------------------------- | --------------------------------------------------------------------------------- | -------------------------------------------------------- | ---- |
| 1.  | "Steptro"                     | - マイク・ストック - ピート・ウォーターマン - サラ・ダリン - カレン・ウッドワード | - マーク・トファム - カール・トゥイッグ - ウォーターマン | 0:56 |
| 2.  | "Last Thing on My Mind"       | - ストック - ウォーターマン - ダリン - ウッドワード                               | - トファム - トゥイッグ - ウォーターマン                 | 3:04 |
| 3.  | "5,6,7,8"                     | - バリー・アップトン - スティーブ・クロスビー                                     | - トファム - トゥイッグ - ウォーターマン                 | 3:22 |
| 4.  | "One for Sorrow"              | - トファム - トゥイッグ - ランス・エリントン                                      | - トファム - トゥイッグ - ウォーターマン                 | 4:20 |
| 5.  | "Heartbeat"                   | ジャッキー・ジェームス                                                            | - アンドリュー・フランプトン - ウォーターマン            | 4:24 |
| 6.  | "This Heart Will Love Again"  | - フランプトン - ウォーターマン                                                   | - ダン・サンダース - フランプトン - ウォーターマン       | 3:48 |
| 7.  | "Experienced" (H solo)        | - ストック - ウォーターマン                                                       | - フランプトン - ウォーターマン                          | 3:27 |
| 8.  | "Too Weak to Resist" (H solo) | - フランプトン - ウォーターマン                                                   | - フランプトン - ウォーターマン                          | 3:50 |
| 9.  | "Better Best Forgotten"       | - フランプトン - ウォーターマン                                                   | - トファム - トゥイッグ - ウォーターマン                 | 3:42 |
| 10. | "Back to You"                 | - トファム - トゥイッグ                                                           | - トファム - トゥイッグ - ウォーターマン                 | 4:04 |
| 11. | "Love U More"                 | - ルシア・ホルム - ポール・カネル                                                 | ワークインプログレス                                     | 3:57 |
| 12. | "Stay with Me"                | - オルガ・ランゲ - クレイグ・ジョイナー - アンソニー・ミットマン - リー・マティ   | - サンダース - ウォーターマン                            | 4:04 |

| No. | タイトル                        | 作詞                                           | プロデューサー                                    | 時間 |
| --- | ------------------------------- | ---------------------------------------------- | ------------------------------------------------- | ---- |
| 13. | "One for Sorrow" (W.I.P. remix) | - トファム - トゥイッグ - エリントン           | - トファム - トゥイッグ - ウォーターマン - W.I.P. | 6:53 |
| 14. | "Tragedy" (隠しトラック)        | - バリー・ギブ - ロビン・ギブ - モーリス・ギブ | - トファム - トゥイッグ - ウォーターマン          | 4:30 |

| No. | タイトル                               | 作詞                                 | プロデューサー                                    | 時間 |
| --- | -------------------------------------- | ------------------------------------ | ------------------------------------------------- | ---- |
| 13. | "Tragedy"                              | - B. ギブ - R. ギブ - M. ギブ        | - トファム - トゥイッグ - ウォーターマン          |      |
| 14. | "5,6,7,8" (W.I.P. remix)               | - アップトン - クロスビー            | - トファム - トゥイッグ - ウォーターマン - W.I.P. |      |
| 15. | "One for Sorrow" (W.I.P. remix)        | - トファム - トゥイッグ - エリントン | - トファム - トゥイッグ - ウォーターマン - W.I.P. |      |
| 16. | "Better Best Forgotten" (W.I.P. remix) | - フランプトン - ウォーターマン      | - トファム - トゥイッグ - ウォーターマン - W.I.P. |      |

### アメリカ版発売
2000年にリリースされたステップスの北米デビューアルバムは、（やや紛らわしい）タイトルであるStep Oneだが、同じ名前のオリジナルアルバムとは異なる曲のセレクションを備えている。わずか11曲のアメリカ版は、主にデビューアルバム（Step One）とセカンドアルバム（Steptacular）の両方から選ばれたグループの「傑出した」シングルで構成されている。
| No. | Title                                               | Length |
| --- | --------------------------------------------------- | ------ |
| 1.  | "Tragedy" (BeeGees)                                 | 4:30   |
| 2.  | "Say You'll Be Mine"                                | 3:33   |
| 3.  | "One for Sorrow" (US Mix)                           | 3:30   |
| 4.  | "Last Thing on My Mind"                             | 3:05   |
| 5.  | "5, 6, 7, 8"                                        | 3:23   |
| 6.  | "Stay with Me"                                      | 4:05   |
| 7.  | "Love's Got a Hold on My Heart"                     | 3:20   |
| 8.  | "After the Love Has Gone"                           | 4:35   |
| 9.  | "Heartbeat"                                         | 4:25   |
| 10. | "Deeper Shade of Blue"                              | 4:16   |
| 11. | "Better the Devil You Know" (Stock Aitken Waterman) | 3:48   |

アメリカ版シングル
1. "One for Sorrow" (US Mix)
2. "Tragedy"

## スタッフ
| - プロデューサー: - トファム、トゥイッグ、ウォーターマン（トラック1、2、3、4、9、10、13用） - フランプトンとウォーターマン（トラック5、7、8用） - サンダース、フランプトン、ウォーターマン（トラック6用） - 進行中の作業（W.I.P）（トラック11と13の場合） - サンダースとウォーターマン（トラック12用） - エンジニア: - クリス・マクドネル（トラック1、2、3、4、10、13用） - ダン・フランプトン（トラック5と7） - マクドネルとフランプトン（トラック8と9） - ジェイソン・バロン、マーティン・ニアリー、フランプトン（トラック6用） - ポール・ウォーターマン（トラック11用） - バロン（トラック12用） | - ミキシング: - 進行中の作業（W.I.P）（トラック1の場合） - レス・シャルマ（トラック3用） - ポール・ウォーターマン（トラック2、11、12用） - ウォーターマンとダン・フランプトン（4、5、6、10用） - フランプトン（トラック7、8、9用） - 進行中の作業（W.I.P）（トラック13の場合） - アシスタントエンジニア: ブラッドリー/アルとピート - すべてのトラックは、ロンドンとマンチェスターのPWLスタジオで録音され、ミックスされた。 |

## チャート
| チャート(1998年–2000年)          | 最高順位 |
| -------------------------------- | -------- |
| オーストラリア (ARIA)            | 5        |
| ベルギー (Ultratop Flanders)     | 1        |
| オランダ (MegaCharts)            | 33       |
| アイルランド (IRMA)              | 8        |
| 日本 (オリコン)                  | 19       |
| ニュージーランド (RMNZ)          | 6        |
| スコットランド (OCC)             | 4        |
| スウェーデン (Sverigetopplistan) | 46       |
| 台湾版アルバムチャート           | 9        |
| UK アルバムズ (OCC)              | 2        |
| US Billboard 200                 | 79       |

| チャート(2024年)           | 最高順位 |
| -------------------------- | -------- |
| イギリス版ビニールアルバム | 6        |

| チャート(1998年)                       | 順位 |
| -------------------------------------- | ---- |
| オーストラリア版アルバム (ARIA)        | 35   |
| ベルギー版アルバム (Ultratop Flanders) | 4    |
| イギリス版アルバム (OCC)               | 13   |

| チャート(1999年)                       | 順位 |
| -------------------------------------- | ---- |
| ベルギー版アルバム (Ultratop Flanders) | 28   |
| ニュージーランド版アルバム (RMNZ)      | 30   |
| イギリス版アルバム (OCC)               | 16   |

## 認定
| 国/地域                                             | 認定        | 認定/売上数 |
| --------------------------------------------------- | ----------- | ----------- |
| オーストラリア (ARIA)                               | Platinum    | 70,000^     |
| ベルギー (BEA)                                      | 2× Platinum | 100,000*    |
| 日本 (RIAJ)                                         | Gold        | 100,000^    |
| ニュージーランド (RMNZ)                             | Platinum    | 15,000^     |
| イギリス (BPI)                                      | 5× Platinum | 1,402,303   |
| United States                                       |             | 200,000     |
| 概要                                                |             |             |
| ヨーロッパ (IFPI)                                   | Platinum    | 1,000,000*  |
| Worldwide                                           |             | 2,500,000   |
| * 認定のみに基づく売上数 ^ 認定のみに基づく出荷枚数 |             |             |

## リリース歴
| 国             | 発売日        | 形式                                         | レーベル          | カタログ      |
| -------------- | ------------- | -------------------------------------------- | ----------------- | ------------- |
| イギリス       | 1998年9月14日 | 通常盤 (CD)                                  | Jive / EBUL       | 015911-2      |
| イギリス       | 1998年9月14日 | 通常盤 (カセット)                            | Jive / EBUL       | 015911-4      |
| オーストラリア | 1998年9月14日 | 限定版 (CD + ダンスルーティーンブックレット) | Jive / Liberation | MUSH33147-2   |
| 香港           | 1998年9月14日 | 限定版 (CD + VCD)                            | Rock (HK)         | ROD-9115      |
| インドネシア   | 1998年9月14日 | 通常盤 (CD)                                  | Zomba             | Z-CD-0110798  |
| オランダ       | 1998年9月14日 | 通常盤 (CD)                                  | Jive / EBUL       | 015911-2      |
| 日本           | 1999年1月1日  | 通常盤 (CD)                                  | Jive / AVEX       | AVCZ-95107    |
| ドイツ         | 1999年3月2日  | 通常盤 (CD)                                  | Jive / EBUL       |               |
| カナダ         | 1999年7月9日  | 通常盤 (CD)                                  | Jive / EBUL       | 01241-44149-2 |
| アメリカ       | 2000年2月8日  | 通常盤 (CD)                                  | Jive              | 01241-41688-4 |
| ブラジル       | 2000年8月21日 | 通常盤 (CD)                                  | Jive              | 01241-41635-2 |
| 世界共通       | 2024年2月23日 | ビニール                                     | Jive              |               |